# Sempor-Staudamm
Koordinaten: 7° 34′ 0″ S, 109° 29′ 0″ O
Der Sempor-Staudamm (Sempor Dam) bei Gombong und Kebumen im  gleichnamigen Regierungsbezirk Kebumen im südlichen Zentral-Java (Indonesien) brach am 29. November 1967 während seiner Bauzeit kurz vor der Fertigstellung; durch die Flutwelle kamen 160 bis 200 Menschen um.
(Das Datum der Katastrophe wird gelegentlich auch mit dem 27. oder 30. November 1967 angegeben, das Jahr auch mit 1966 oder 1970.)
Der Steinschütt-Staudamm war zwischen 54 und 60 m hoch, 220 (350?) m lang und hatte ein Bauwerksvolumen von 1,2 bis 1,579 Mio m³. Der Stauraum war 52 Mio m³ groß. Die Talsperre sollte der Bewässerung von 16.000 Hektar landwirtschaftlichen Flächen dienen und außerdem Strom aus Wasserkraft erzeugen.
Die Katastrophe geschah durch Überflutung bei Hochwasser und darauf folgendes Bauwerksversagen.
Der Staudamm wurde nach der Katastrophe weiter gebaut und 1978 fertiggestellt.